# 13 доручень
«13 доручень» — радянський художній комедійний телефільм 1969 року, знятий на Одеській кіностудії.

## Сюжет
Постачальник Чувіліхін (Микола Трофімов) вирушає в Москву, щоб виконати доручення по службі. У столичній метушні він губить список, де було записано назву нот, які потрібно купити для дружини директора. Анатолій Степанович бігає містом, намагаючись пригадати мелодію.

## У ролях
- Микола Трофімов — Анатолій Степанович Чувіліхін, агент з постачання
- Аракел Семенов (в титрах Альоша Семенов) — Котька
- Сергій Мартінсон — літній меломан
- Іван Лапиков — ремонтник дверей
- Валентин Нікулін — покупець в універмазі
- Людмила Шагалова — Заря Невська, дресирувальниця собак
- Вадим Захарченко — Макс Невський, чоловік Зарі
- Зінаїда Дехтярьова — Раїса Павлівна, працівниця бази тари, любителька музики
- Микола Огренич — робітник-співак на складі тари
- Марина Гаврилко — покупчиня в секції жіночої білизни
- Емілія Сердюк — мама Вовочки
- Рудольф Рудін — відвідувач вуличного кафе
- Михайло Бадікяну — тато Вовочки
- Зінаїда Воркуль — продавчиня
- Г. Сапожникова — епізод
- Дмитро Іванов — чистильник взуття
- Володимир Трифонов — продавець морозива
- Галина Міловська — епізод
- Олександр Макаров — Вовочка
- Наталія Мартінсон — епізод
- Геннадій Крашенинников — перехожий з хлопчиком

## Знімальна група
- Сценарист: Григорій Колтунов (у титрах Григорій Челіренко)
- Режисер-постановник: Вадим Лисенко
- Оператор-постановник: Геннадій Карюк
- Художник-постановник: Галина Щербина
- Композитор: Олександр Лебедєв
- Звукооператор: Абрам Блогерман
- Режисер: Л. Лисенко
- Оператор: Олександр Полинніков
- Режисер монтажу: Т. Римарьова
- Художник по гриму: Н. Сітнікова
- Редактор: Людмила Донець
- Симфонічний оркестр Комітету кінематографії, диригент — Д. Штільман
- Оркестр народних інструментів Всесоюзного Радіо і телебачення, диригент — В. Смирнов
- Директор картини: Серафима Беніова